# Gare de Futsukaichi
La gare de Futsukaichi (二日市駅, Futsukaichi-eki) est une gare ferroviaire de la ville de Chikushino, dans la préfecture de Fukuoka au Japon. Elle est gérée par la compagnie JR Kyushu.

## Situation ferroviaire
La gare est située au point kilométrique (PK) 92,4 de la ligne principale Kagoshima.

## Histoire
La gare a été inaugurée le 11 décembre 1889.

## Service des voyageurs

### Accueil
La gare dispose d'un bâtiment voyageurs, avec guichets, ouvert tous les jours.

### Desserte
- Ligne principale Kagoshima :
  - voies 1 et 2 : direction Tosu (interconnexion pour Saga, Sasebo et Huis Ten Bosch), Kurume et Ōmuta
  - voies 3 et 4 : direction Hakata et Kokura

### Intermodalité
La gare de Murasaki sur la ligne Nishitetsu Tenjin Ōmuta est située à 300 m au nord-est.